# Halichoeres zeylonicus
Halichoeres zeylonicus är en fiskart som först beskrevs av Bennett, 1833.  Halichoeres zeylonicus ingår i släktet Halichoeres och familjen läppfiskar. IUCN kategoriserar arten globalt som livskraftig. Inga underarter finns listade i Catalogue of Life.